# McFly
McFly är också efternamnet för huvudpersonen i Tillbaka till framtiden
McFly är ett brittiskt poprock, punkpop-band som består av Tom Fletcher, Danny Jones, Harry Judd och Dougie Poynter. 
McFly uppstod då en av bandets sångare, Tom, som då var 16 år, provsjöng för f.d Busted, men Charlie Simpson fick platsen. Tom höll kontakten med James Bourne och tillsammans skrev de låtar till Busted och även till "blivande mcfly". Tom fick ett erbjudande att hjälpa till med en audition till en ny pojkgrupp som senare kom kalla sig V som skivbolaget Prestige höll. Under denna audition träffade Tom ingen annan än Danny Jones. Danny spelade några låtar för Tom och Tom gillade vad han hörde. Den sommaren bjöd Tom hem Danny (som då bodde i Manchester) att bo hos honom i London över sommaren och tillsammans med James Bourne skrev Tom och Danny låtar till det som skulle bli McFlys första album. Bandet började ta form, Danny och Tom uppträdde på olika ställen i hela London och för olika stora skivbolag. Det tog inte lång tid innan de skrev kontrakt med Universal Records.
Men de behövde en basist och en trummis och det sista steget blev att sätta in en annons i musiktidningen NME. Genom provspelningen i Covent Garden hittade de trummisen Harry Judd och basisten Dougie Poynter som blev de sista två medlemmarna i bandet. 
McFly har fått sitt namn av Tillbaka till framtiden filmerna.

## Musikstil
Musikstilen McFly spelar är vad killarna själv kallar för nu-pop. Det är popmusik, men inte den vanliga sorten som de flesta pojkbanden mimar till. Som Dougie själv säger “Den har två sidor. Den kommersiella popsidan, och den hårda rocksidan.”
Nu-pop är en blandning mellan gamla och nya musikstilar. McFly spelar en blandning av 60-tal, pop och mycket Beatles, som de även blivit influerade av. McFly skriver och framför sina egna låtar. 
McFly har blivit jämförda med f.d Busted. De säger själv att de är hedrade över att bli jämförda med dem eftersom de tycker att Busted är ett bra band och har därför spelat mycket med dem, men de tycker att deras musik är ganska olika. McFly har sitt eget sound.

## Historik
McFly slog igenom i England med "Five Colours In Her Hair" som åkte direkt upp på förstaplatsen på Englands hitlistor. "Five Colours In Her Hair" var den första singeln från deras första album Room On The 3rd Floor som släpptes 2004. Den andra singeln från det albumet hette "Obviously" och även den blev en etta på de engelska listorna.
Deras andra album heter Wonderland och det släpptes 2005. 
Sountrack-albumet Just My Luck släpptes vid filmpremiären Just My Luck, för att få uppmärksamhet i USA. Skivan innehåller flera av deras gamla låtar och en alldeles ny låt.
2006 släppte de sitt tredje album Motion In The Ocean. Den första singeln heter "Please Please" som hamnade på förstaplatserna. Andra singeln "Star Girl", blev också en listetta. I december 2006 släppte de också den tredje singeln från albumet "Sorry's Not Good Enough" / "Friday Night". Den 7 maj 2007 släpptes den nya singeln "Baby's Coming Back" / "Transylvania". Den 14 maj återutgavs McFlys album Motion In The Ocean, där man bland annat fick en exklusiv DVD från deras andra utsålda arenaturné The motion In The Ocean Tour. McFly var det första band som gav ut sin CD till sina fans via Daily Mail i UK (Radio:ACTIVE).
Den 22 september släpptes Radio Active the Deluxe CD, som innehåller tre extra låtar och en DVD. De spelade in Radio:ACTIVE i Australien under januari, februari och mars. Från albumet har de släppt tre singlar: "One For The Radio", "Lies" och "Do Ya" / "Stay With Me".
De medverkar också på albumet Over The Rainbow med covern på "You're The One That I Want" från Grease. I oktober 2007 kom en samlingsskiva. Skivan finns i två varianter; The Greatest Bits som innehåller deras bästa hits inklusive and helt ny låt som heter "The Heart Never Lies". På det andra samlingsalbumet All The Greatest Hits finns alla singlar de har gjort, den nya singeln "The Heart Never Lies" och två helt nya låtar "Don't Wake Me Up" och "The Way You Make Me Feel". Den senare låten är en cover av Foolproofs "Can't Stop Diggin' ".
De har haft 7 låtar som har legat etta på singel-listorna i England, haft 2 album som har legat etta på album-listorna. De har arbetat med band som Queen, The Who, Busted och V.
Harry Judd blev utsedd till "Den sexigaste mannen" år 2008.

## Medlemmar
Ordinarie medlemmar
- Danny Jones – sång, gitarr, keyboard, basgitarr, munspel (2002–2016)
- Tom Fletcher – sång, gitarr, keyboard, piano, ukulele, basgitarr, trummor (2002–2016)
- Dougie Poynter – basgitarr, sång, gitarr (2003–2016)
- Harry Judd – trummor, slagverk (2003–2016)

Turnerande medlemmar
- Isaac Aryee  – keyboard

Bildgalleri

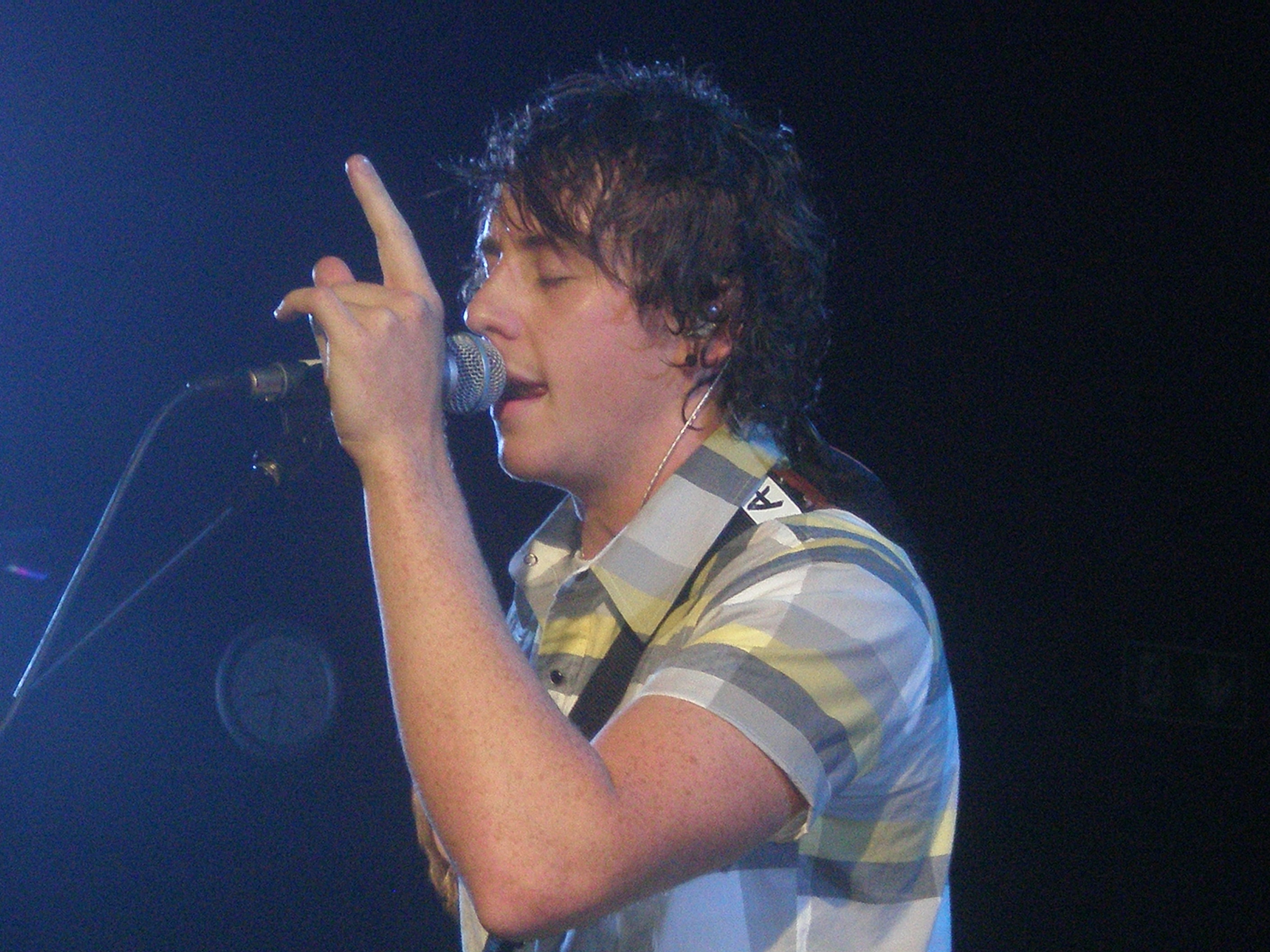
Danny Jones
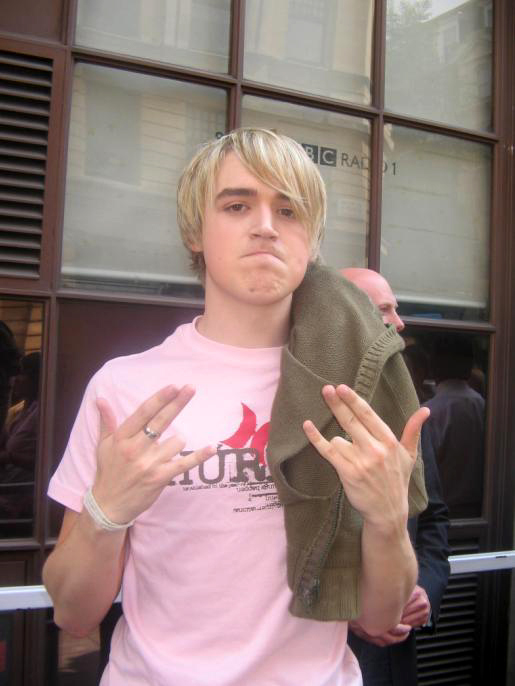
Tom Fletcher
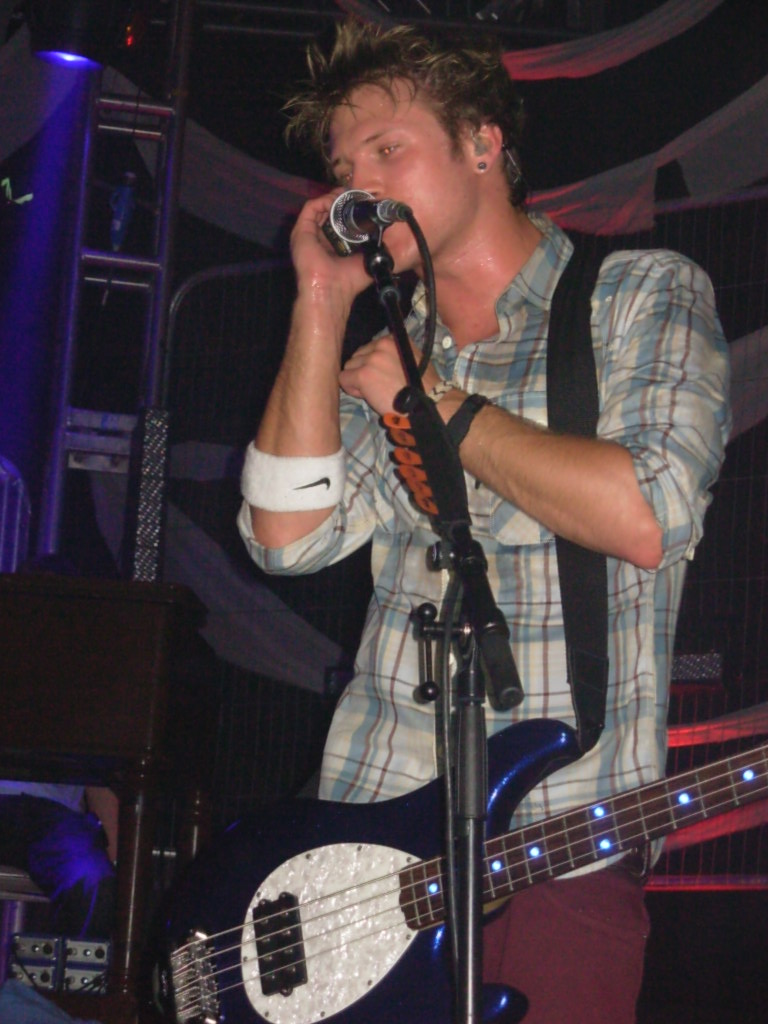
Dougie Poynter
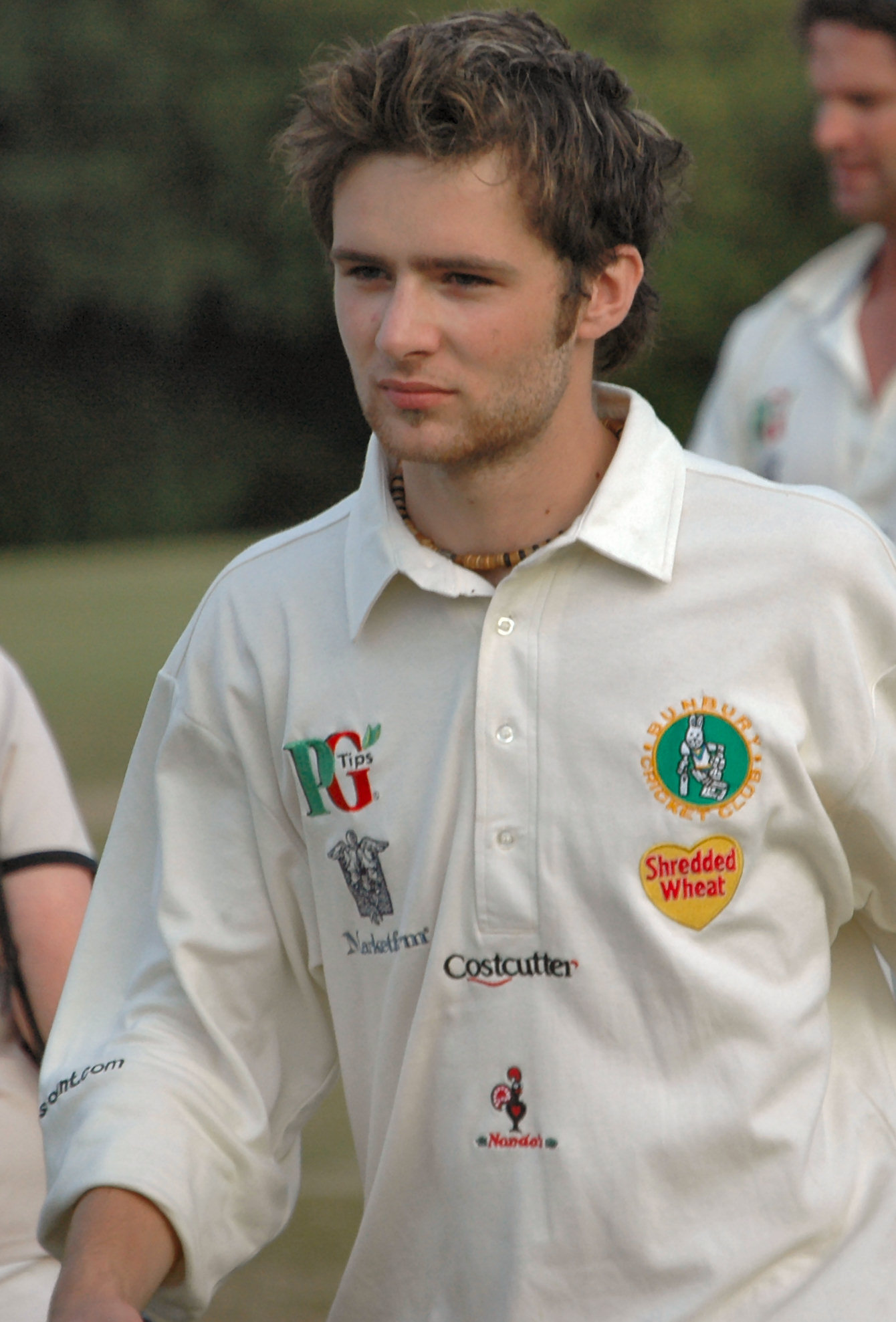
Harry Judd

## Diskografi

### Album
Studioalbum
- 2004 – Room On The 3rd Floor (UK #1)
- 2005 – Wonderland (UK #1)
- 2006 – Motion In The Ocean (UK #6)
- 2008 – Radio:ACTIVE
- 2008 – Radio Active Deluxe
- 2010 – Above the Noise
- 2020 - Young Dumb Thrills

Livealbum
- 2007 – Motion in the Ocean: Tour Edition
- 2008 – iTunes Live: London Festival 2008
- 2009 – Radio:ACTIVE - Live at Wembley Arena
- 2013 – McFly 10: Live at the Royal Albert Hall
- 2013 – Anthology Tour: The Hits Live

Soundtrack-album
- 2006 – Just My Luck (UK #25)

Samlingsalbum
- 2007 – All The Greatest Hits (UK #4)
- 2007 – The Greatest Bits: B-sides and Rarities
- 2012 – Memory Lane: The Best of McFly

### Singlar
- April 2004 – "Five Colours In Her Hair" (UK #1)
- Juli 2004 – "Obviously" (UK #1)
- September 2004 – "That Girl" (UK #3)
- November 2004 – "Room On The 3rd Floor" (UK #5)
- Mars 2005 – "All About You" / "You've Got A Friend" (UK #1)
- Augusti 2005 – "I'll Be Ok" (UK #1)
- Oktober 2005 – "I Wanna Hold You" (UK #3)
- December 2005 – "Ultraviolet" / "Ballad of Paul K" (UK #9)
- Juli 2006 – "Please Please" / "Don't Stop Me Now" (UK #1)
- Oktober 2006 – "Star Girl" (UK #1)
- December 2006 – "Sorry's Not Good Enough" / "Friday Night" (UK #3)
- Maj 2007 – "Baby's Coming Back" / "Transylvania" (UK #1)
- September 2007 – "The Heart never Lies" (UK #3)
- Juni 2008 – "One For The Radio" (UK #2)
- September 2008 – "Lies" (UK #4)
- November 2008 – "Do Ya" / "Stay With Me"
- April 2009 – "Falling In Love"
- September 2010 – "Party Girl"
- November 2010 – "Shine A Light"
- Mars 2011 – "That's The Truth"

## Film/DVD
- Just My Luck [Film]:

Bandet har en roll där de spelar sig själva i filmen Just my luck tillsammans med Lindsay Lohan och Chris Pine i huvudrollerna. Den finns nu på Disney Plus. 
- The Wonderland Tour (England #1) [DVD]:

Deras första DVD från bandets första arenaturné i England. DVD:n innehåller hela showen från Manchester arena (M.E.N), privata foton på bandet och en dokumentär om bandet.
- Motion in the Ocean [DVD]:

En extra dvd som man får på köpet då man köper den nya versionen av cd:n Motion in the Ocean. DVD:n innehåller material från deras konsert i Wembley arena.
- Radio:ACTIVE [DVD]:

En dvd som man får med när man köper albumet Radio:ACTIVE. Där får man se när de spelade in albumet i Australien och "The tour life, on the road". 
- All The Greatest Hits [DVD]:

DVD från deras Greatest hits tour i Storbritannien. Filmad i Wolverhampton.
- Doctor Who

Gruppen gjorde en cameo i brittiska science fiction-serien Doctor Who 2007 i avsnittet "Sound of drums", där de med bl. a. Sharon Osbourne gör reklam för the Master, Harold Saxon.
- Night At The Museum (Natt på museet) [Film]:

Kom på bio i slutet av 2006 där Friday Night spelas i eftertexterna.
- Nowhere Left To Run [Film]:

2010

## Annat
- 2004 upptäckte bandet att det fanns ett amerikanskt band som också kallade sig för McFly. Det amerikanska McFly blev betalda för att ändra sitt namn, vilket de gjorde - de döpte om sig till Biff Tannen, som i Tillbaka till framtiden-filmerna är huvudpersonen Marty McFlys ärkerival.

- Tom Fletcher har vid 22 års ålder haft fler listettor än U2, Queen och Oasis.
- Under 2008 kommer bandet för första gången att börja turnera utanför Storbritannien och den första promo-turnén kommer att göras i Europa under maj och juni. Än så länge (enligt McFlys officiella Myspace-sida) är bara Brasilien och Nederländerna klart.